# ホミノベン
ホミノベン（英：Fominoben）はベンズアニリド系の鎮咳去痰薬で、以前はノレプタンの名で販売されていた。他の多くの鎮咳薬によって活性化される受容体であるシグマ-1受容体との結合性は低い。呼吸促進作用があると報告されている。他の研究では、GABAA受容体のベンゾジアゼピン部位におけるアゴニストである可能性が示されている。ドイツでは1973年、イタリアでは1979年、日本では1983年に導入された。
副作用には食欲抑制、吐き気、嘔吐、不眠、易刺激性、幻覚などがある。より稀な副作用には、傾眠、目眩、口渇、目のかすみ、蕁麻疹などがある。